# Mini-Challenge-Deutschland-Saison 2010
Die Mini Challenge Saison 2010 war die siebte Saison der Mini Challenge Deutschland. Ihr erster Lauf fand am 10. April 2010 auf dem Hockenheimring statt, das Saisonfinale fand am 26. September 2010 auf dem Salzburgring statt. Insgesamt wurden in dieser Saison 8 Läufe mit insgesamt 15 Rennen in Deutschland, Tschechien und Österreich ausgetragen.
Gesamtsieger wurde Hendrik Vieth mit 353 Punkten vom Team GIGAMOT 1.

## Starterfeld
| Nr. | Fahrer             | Team                         | Rennwochenende |
| --- | ------------------ | ---------------------------- | -------------- |
| 1   | Maximilian Engert  | –                            | 6              |
| 1   | Dietmar Stanka     | MINI Deutschland             | 7              |
| 1   | Christian Gebhardt | MINI Deutschland             | 8              |
| 2   | Mario Kotaska      | MINI Deutschland             | 4              |
| 2   | Joakim Söderström  | –                            | 6              |
| 2   | Thomas Heinze      | MINI Deutschland             | 7              |
| 2   | Jens Dralle        | MINI Deutschland             | 8              |
| 3   | Karl Pojer         | Lechner Racing School        | 2, 7           |
| 3   | Heinz Janits       | Lechner Racing School        | 5              |
| 3   | Friedhelm Mihm     | Lechner Racing               | 6              |
| 3   | Matthias Dolderer  | MINI Deutschland             | 8              |
| 4   | Cora Schumacher    | Lechner Racing School        | 4, 7–8         |
| 4   | Stefan Karrer      | Lechner Racing School        | 5              |
| 4   | Afschin Fatemi     | Lechner Racing               | 6              |
| 5   | Richard Trange     | Lechner Racing Team          | 1–2, 4–8       |
| 6   | Stefan Landmann    | Lechner Racing Team          | 1–8            |
| 7   | Nico Bastian       | die agentour Racing / SPORT1 | 1–8            |
| 8   | Michael Menden     | Team Menden                  | 1–3, 5–8       |
| 9   | Fredrik Lestrup    | Caisley International        | 1–8            |
| 10  | Reinhard Nehls     | Caisley International        | 1–8            |
| 11  | Jürgen Schmarl     | FAST FORWARD-TEAM SPICY      | 1–8            |
| 13  | Dominik Baumann    | FAST FORWARD-TEAM SPICY      | 5              |
| 15  | Oliver Baumann     | FAST FORWARD-TEAM SPICY      | 1–8            |
| 16  | Dominik Baumann    | FAST FORWARD-TEAM SPICY      | 7–8            |
| 17  | Thomas Tekaat      | Team Tekaat                  | 1–8            |
| 18  | Franjo Kovac       | Besaplast Racing Team        | 1–4, 6–8       |
| 19  | Martin Heidrich    | Team Piro Sports             | 1–2, 4–8       |
| 20  | Max Partl          | Team Piro Sports             | 6–7            |
| 21  | Andre Fleischmann  | Partl Motorsport             | 7              |
| 36  | Henry Littig       | GIGAMOT 2                    | 1–8            |
| 37  | Daniel Haglöf      | GIGAMOT 1                    | 1–8            |
| 38  | Hari Proczyk       | GIGAMOT 2                    | 1–8            |
| 39  | Hendrik Vieth      | GIGAMOT 1                    | 1–8            |
| 41  | Steve Kirsch       | Frensch Power Motorsport     | 1–8            |
| 44  | Dirk Lauth         | Frensch Power Motorsport     | 1–8            |
| 66  | Ingo Gaupp         | SIG-Motorsport               | 7              |

## Rennkalender
| Datum                | Rennen                                   | Sieger Rennen 1 | Sieger Rennen 2     |
| -------------------- | ---------------------------------------- | --------------- | ------------------- |
| 10.–11. April        | Preis der Stadt Stuttgart Hockenheimring | Hendrik Vieth   | Daniel Haglöf       |
| 7.–9. Mai            | ADAC Masters Weekend Sachsenring         | Jürgen Schmarl  | Steve Kirsch        |
| 13.–16. Mai          | 24-h-Rennen / Nordschleife Nürburgring   | Hendrik Vieth   | kein zweites Rennen |
| 28.–30. Mai          | ADAC Masters Weekend Hockenheimring      | Hendrik Vieth   | Hendrik Vieth       |
| 31. Juli – 1. August | WTCC Brno                                | Daniel Haglöf   | Hendrik Vieth       |
| 13.–15. August       | AvD Oldtimer-Grand-Prix Nürburgring      | Hari Proczyk    | Nico Bastian        |
| 3.–5. September      | WTCC Oschersleben                        | Stefan Landmann | Nico Bastian        |
| 24.–26. September    | Finale (Rundstreckentrophy) Salzburgring | Hendrik Vieth   | Hendrik Vieth       |

## Fahrerwertung
| Platz | Fahrer          | Punkte |
| ----- | --------------- | ------ |
| 1     | Hendrik Vieth   | 353    |
| 2     | Harald Proczyk  | 283    |
| 3     | Stefan Landmann | 282    |
| 4     | Daniel Haglöf   | 266    |
| 5     | Nico Bastian    | 263    |
| 6     | Fredrik Lestrup | 248    |
| 7     | Jürgen Schmarl  | 230    |
| 8     | Richard Trange  | 199    |
| 9     | Steve Kirsch    | 198    |
| 10    | Thomas Tekaat   | 188    |
| 11    | Henry Littig    | 125    |
| 12    | Dirk Lauth      | 109    |
| 13    | Reinhard Nehls  | 107    |
| 14    | Martin Heidrich | 102    |
| 15    | Oliver Baumann  | 99     |
| 16    | Michael Menden  | 86     |
| 17    | Dominik Baumann | 64     |
| 18    | Franjo Kovac    | 56     |
| 19    | Cora Schumacher | 30     |
| 20    | Karl Pojer      | 23     |
| 21    | Stefan Karrer   | 21     |
| 22    | Heinz Janits    | 0      |